# Mac Adams

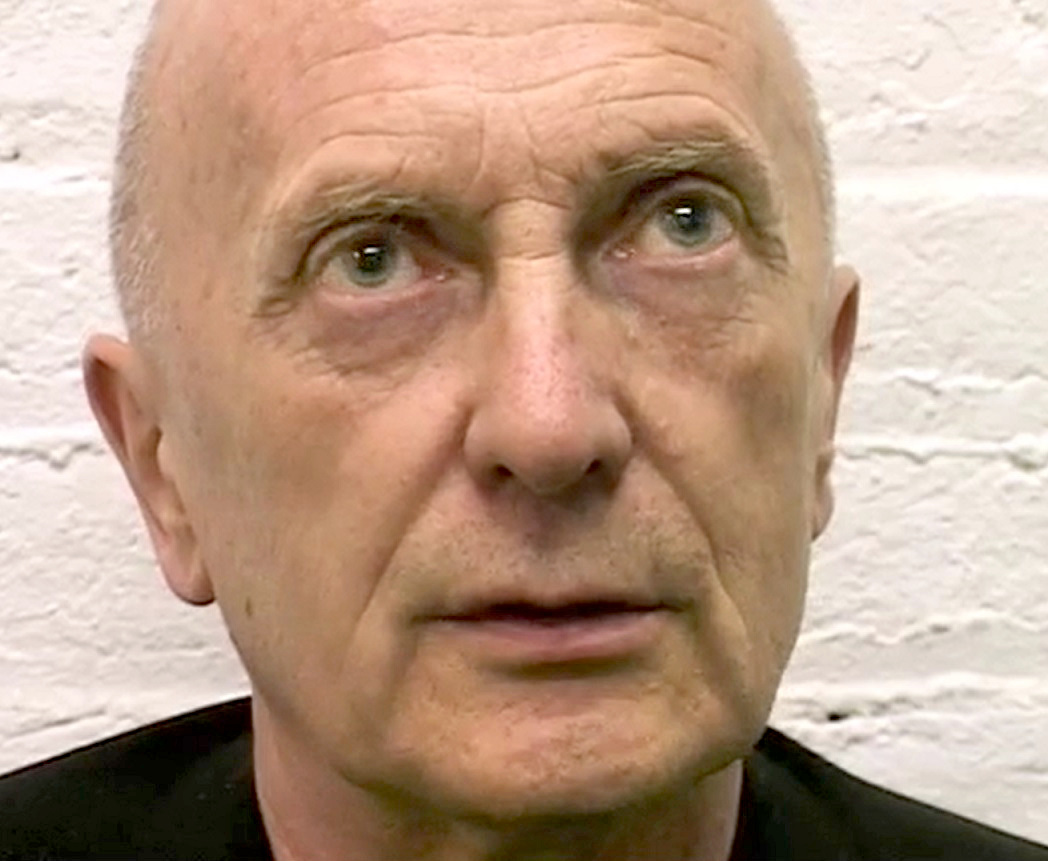
Mac Adams um 2003

Mac Adams (* 1943 in Brynmawr, South Wales, Großbritannien) ist ein britischer Konzeptkünstler und Fotograf.

## Leben und Ausbildung
Adams studierte an der Cardiff School of Art & Design von 1962 bis 1967. Im Jahr 1966 heiratete er die US-Amerikanerin Barbara Whedon, die ebenfalls dort Kunststudentin war. Adams machte seinen Abschluss an der Rutgers University, New Jersey, USA, wo er von 1967 bis 1969 bei dem Fluxus-Künstler Bob Watt studierte. Im Jahr 1969, noch als Student, nahm er an der ersten „Soft-Art“-Ausstellung im New Jersey State Museum teil, wo unter anderem auch Richard Serra, Richard Artschwager, Keith Sonnier und John Chamberlain ausstellten.
Im Jahr 1970 zog er nach New York City. 2009 ernannte ihn die State University of New York zum „Distinguished Teaching Professor“ am College in Old Westbury.

## Frühe Arbeiten:Mystery
Im Jahr 1974 wurde seine erste „Mystery“-Serie in der legendären „112 Green Street Gallery“ in Soho, New York City gezeigt. Im Jahr 1976 begann er, an Ausstellungen in der „John Gibson Gallery“ als Mitglied der „Narrative Art“ Bewegung teilzunehmen. Die Gruppe der „Narrative Art“ waren Konzeptkünstler, die fiktive Texte mit Fotografien verbanden. Adams ging insofern seinen eigenen Weg, in dem er keine Texte verwendete, sondern die Fotografien als einen semiotischen Ansatz für die Erzählung einsetzte, in der das Foto ein Ersatz für den Text wurde. Die „Mystery“-Serie hatte die Qualität eines Film Noir mit extremer erzählerischer Verdichtung.
Im Laufe seiner künstlerischen Tätigkeit erkannte Adams, dass der Raum zwischen den Bildern ebenso wichtig war wie das Bild selbst. Er verwendete dafür die Bezeichnung „Narrative Void“ (ein Begriff aus der Filmtechnik für den Raum zwischen den einzelnen Filmbildern), der die Bedeutung für den Raum zwischen den Bildern beschrieb. Diese Arbeiten wurden in diversen American Narrative Art Ausstellungen gezeigt: zum Beispiel von 1967 bis 1977 im Museum of Modern Art in Houston. Im Jahr 1977 war er auch Teilnehmer der documenta 6 in Kassel. Seine Arbeiten wurden unter anderem auch in der Galerie Arnolfini in Bristol in England von 1975 bis 1976, in der Galleria Studio G7 in Bologna, Italien 1978, oder in der Nigel Greenwood Gallery in London, ebenfalls 1978, gezeigt. Diese frühen fotografischen Arbeiten hatten einen großen Einfluss auf eine ganze Generation von Künstlern.
Parallel zu seinen fotografischen „Mystery“ Arbeiten inszenierte er manchmal auch große Rauminstallationen, in denen er fiktive Verbrechen darstellte. Das Publikum war dann aufgefordert, die Geschichte durch Interpretation und forensische Analyse zu rekonstruieren.

## “Shadow Works” und Außenarbeiten
Im Jahr 1984 begann Mac Adams mit Schatten zu arbeiten. Figurative Schatten wurden von sehr abstrakten Strukturen, die nur unter bestimmten Lichtverhältnissen sichtbar waren, projiziert. Er schuf zahlreiche große Schatten-Skulpturen, die mit Sonnenlicht im Außenbereich arbeiteten.
Adams schuf mehr als ein Dutzend große Außenskulpturen, zum Beispiel das „Korean War Memorial“ im Battery Park von New York City im Jahr 1991 als das erste große Denkmal für den Koreakrieg in den Vereinigten Staaten.

## Werke in Sammlungen
Mac Adams Arbeiten sind Teil von Sammlungen in mehr als 35 öffentlichen Museen weltweit. Dazu gehören, unter anderem das Museum of Modern Art New York, das Centre Pompidou in Paris, das La Jolla Museum of Contemporary Art oder das Musée d’Art Moderne in Luxemburg.

## Auszeichnungen
- 2002: New York State University Chancellors Research Award for Excellence in Arts and Humanities
- 1988: New York State Fellowship for the Arts (Skulptur)
- 1982: National Endowment Fellowship for the Arts (Skulptur)
- 1981: Berlin, Deutscher Akademischer Austauschdienst, Berliner Künstlerprogramm
- 1980: National Endowment Fellowship for the Arts
- 1977: National Endowment Fellowship for the Arts